# Chicoloapan
Chicoloapan là một đô thị thuộc bang México, México. Năm 2005, dân số của đô thị này là 170035 người.